# Bisseuil
Bisseuil era una comuna francesa situada en el departamento de Marne, de la región de Gran Este, que el 1 de enero de 2016 pasó a ser una comuna delegada de la comuna nueva de Aÿ-Champagne al fusionarse con las comunas de Ay y Mareuil-sur-Ay.

## Demografía
| Gráfica de evolución demográfica de Bisseuil entre 1800 y 2013 |
|                                                                |

Los datos demográficos contemplados en este gráfico de la comuna de Bisseuil se han cogido de 1800 a 1999 de la página francesa EHESS/Cassini, y los demás datos de la página del INSEE.